# Птицекрылки
Птицекрылки, или птицекрылы — собирательное название крупных тропических бабочек трёх родов Ornithoptera, Trogonoptera и Troides из семейства парусников (Papilionidae), распространённых в Южной Азии и Австралазии
Своё название птицекрылки получили от др.-греч. ὄρνις, род. падеж ὄρνιθος — «птица» и πτερόν — «крыло», за крупные размеры и заострённую форму крыльев, что делает их схожими с птицами в полёте.
К орнитоптерам относится самая крупная дневная бабочка в мире Орнитоптера королевы Александры (Ornithoptera alexandrae).
Размах крыльев самки данного вида может достигать 28 см.

## Описание

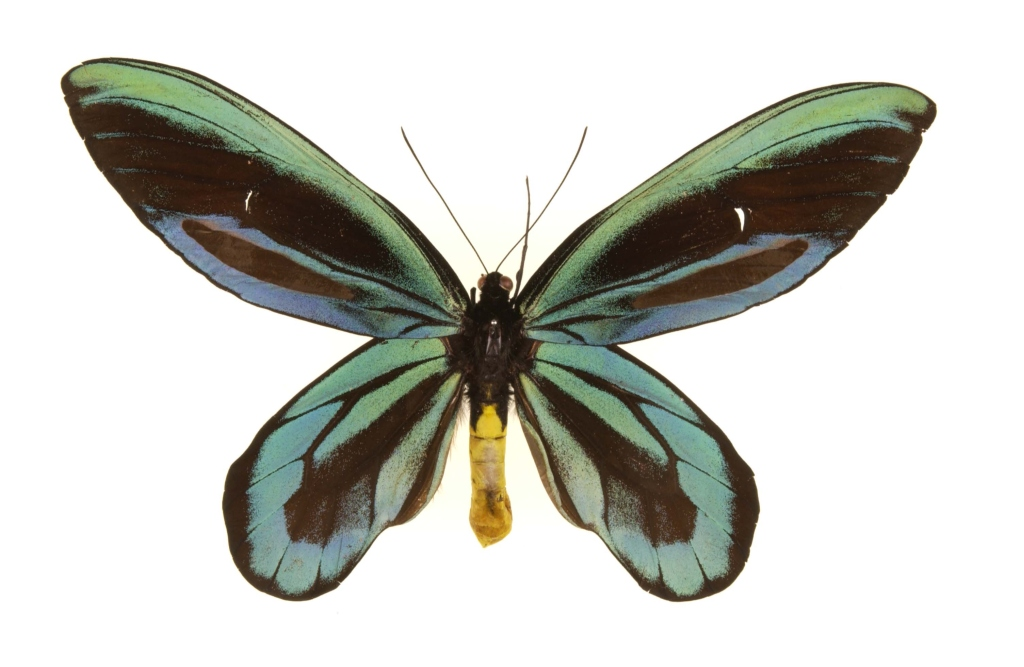
Самец орнитоптеры королевы Александры (Ornithoptera alexandrae)

Орнитоптеры отличаются большими размерами (максимальная длина тела бабочек — до 8 см, размах крыльев — до 28 см), яркой, контрастной окраской (различные сочетания зелёного, жёлтого, чёрного, белого, иногда синего и оранжевого цветов), а также узкой ланцетовидной формой передних крыльев.
Передние крылья крупнее задних.
Значение больших передних крыльев точно не выяснено, согласно некоторым теориям большие крылья самца привлекают самок, а также свидетельствуют о его хорошей форме.
Существуют также предположения, что крупные крылья участвуют в процессе терморегуляции, или же улучшают аэродинамические характеристики.
Половой диморфизм ярко выражен только у представителей рода Ornithoptera, самки заметно крупнее и имеют менее красочную окраску.
Самцы и самки рода Troides часто похожи, окраска крыльев от чёрного до коричневого.
Не все виды орнитоптер имеют хвостики на задних крыльях, которые характерны для семейства парусников.

## Филогения
Байесовский подход в филогенетике свидетельствуют, что все три рода и большинство видов являются монофилетическими (произошли от одного общего предка) в своём эволюционном происхождении. Также три подрода в составе рода Ornithoptera (Aetheoptera, Ornithoptera и Schoenbergia ) являются монофилетическими, что подтверждается морфологическими и молекулярными исследованиями.
Происхождение птицекрылых датируется олигоценом около 25,8 млн лет назад (22,2–29,9 млн лет назад). Рода Ornithoptera и Troides разошлись в раннем миоцене около 19,3 млн лет назад (16,3–22,8 млн лет назад). Оба рода диверсифицировались в среднем миоцене около 11,5 млн лет назад (8,4–15,3 млн лет назад) и 13,6 млн лет назад (10,8–16,4 млн лет назад) соответственно.

## Систематика

### Род орнитоптеры (Ornithoptera)
- Ornithoptera aesacus

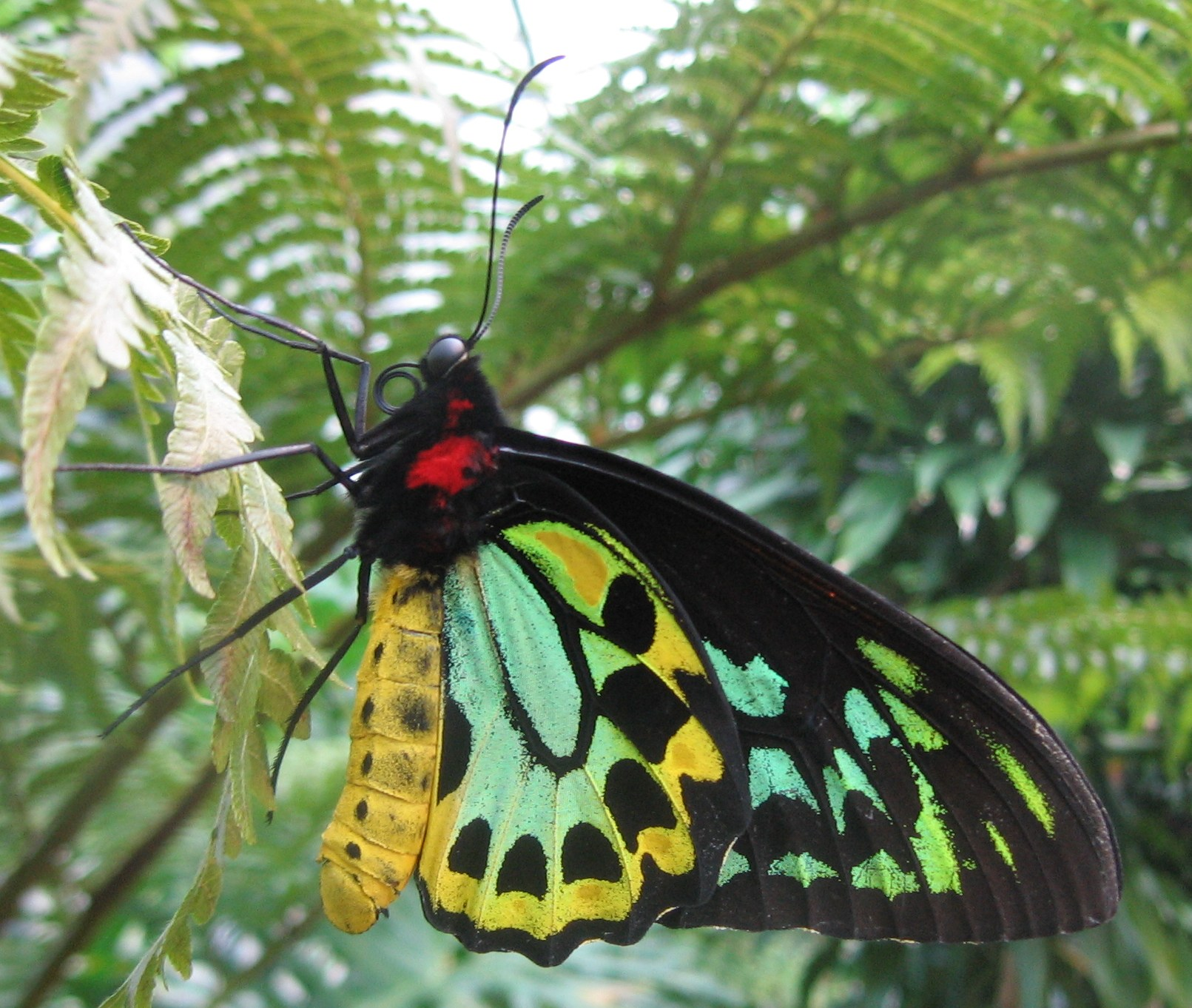
Ornithoptera euphorion

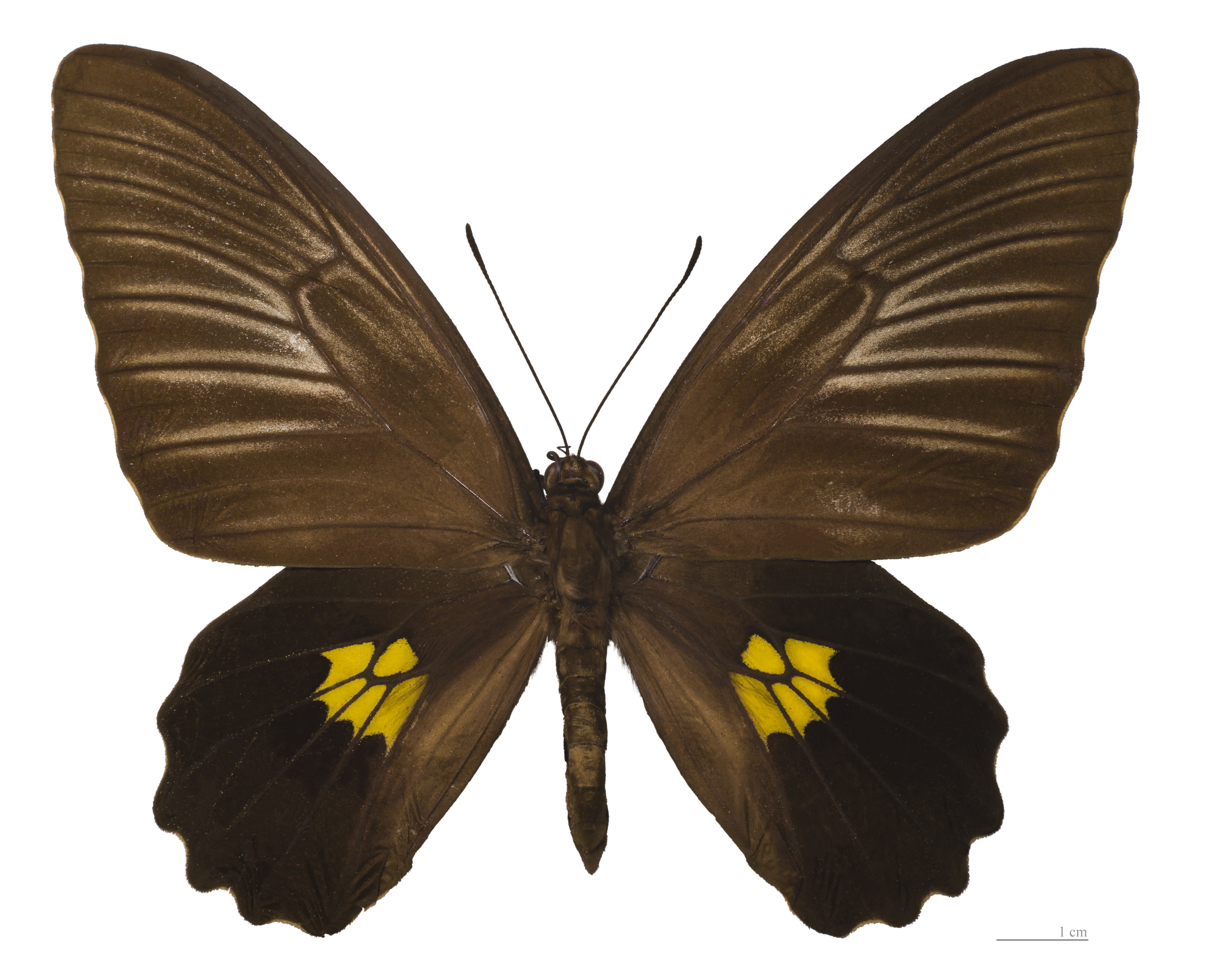
Troides staudingeri

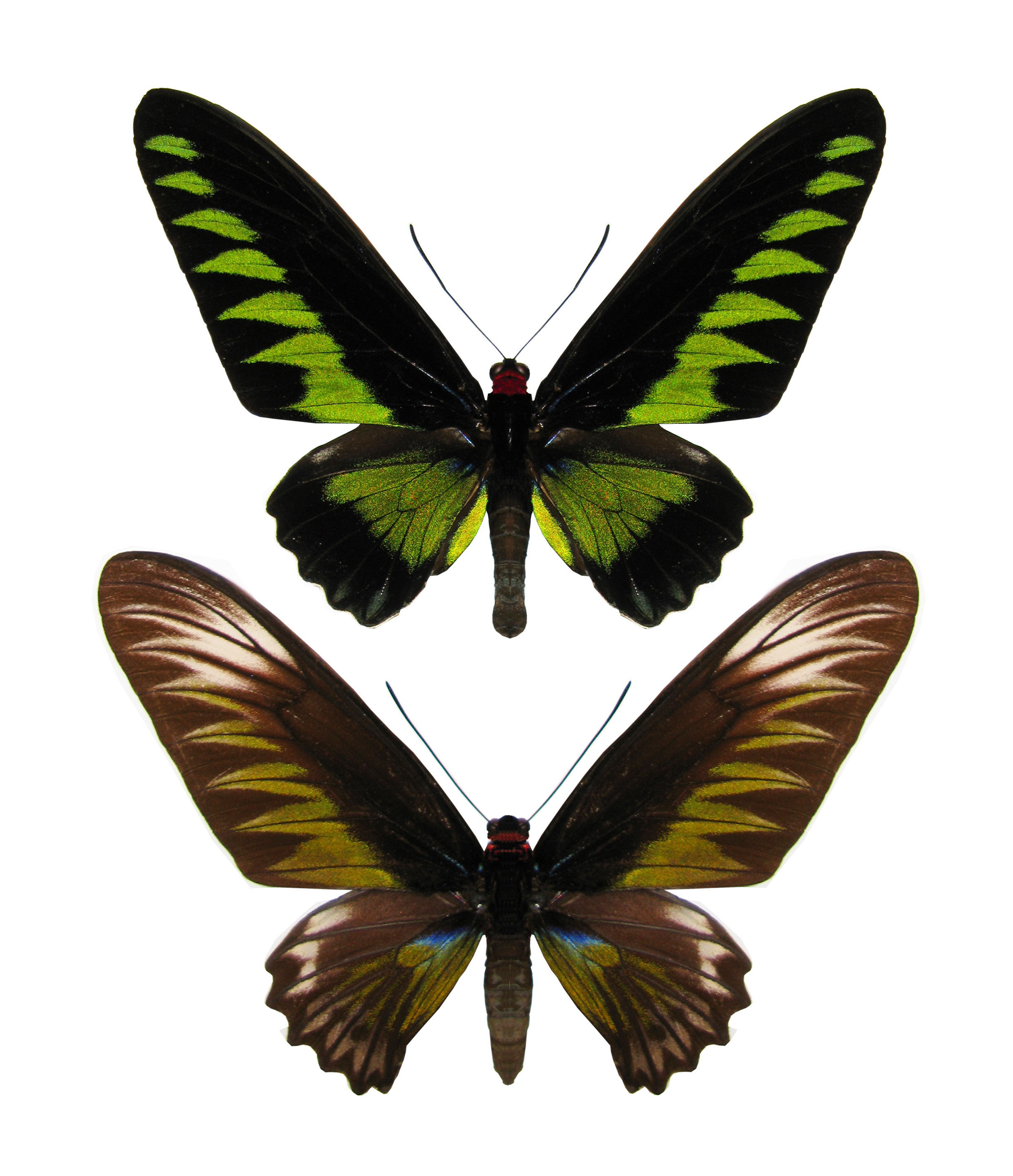
Трогоноптера Брука (Trogonoptera brookiana)

- Орнитоптера королевы Александры (Ornithoptera alexandrae)
- Орнитоптера химера (Ornithoptera chimaera)
- Орнитоптера крез (Ornithoptera croesus)
- Ornithoptera euphorion
- Орнитоптера голиаф (Ornithoptera goliath)
- Ornithoptera meridionalis
- Орнитоптера райская (Ornithoptera paradisea)
- Орнитоптера приам (Ornithoptera priamus)
- Ornithoptera richmondia
- Орнитоптера Ротшильда (Ornithoptera rothschildi)
- Орнитоптера тифон (Ornithoptera tithonus)
- Орнитоптера королевы Виктории (Ornithoptera victoriae)

### РодTrogonoptera
- Трогоноптера Брука (Trogonoptera brookiana)
- Trogonoptera trojana

### РодTroides

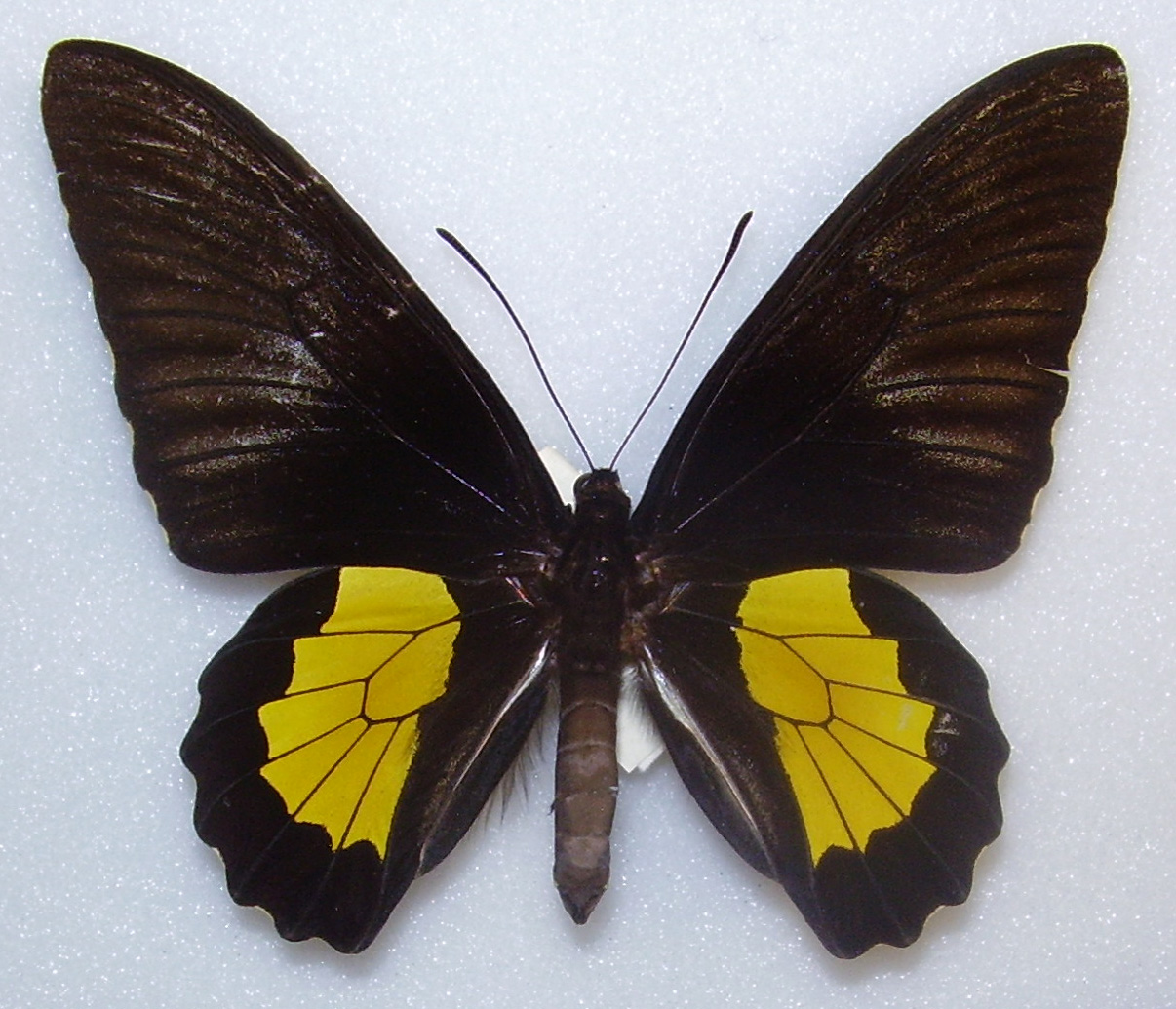
Troides plato

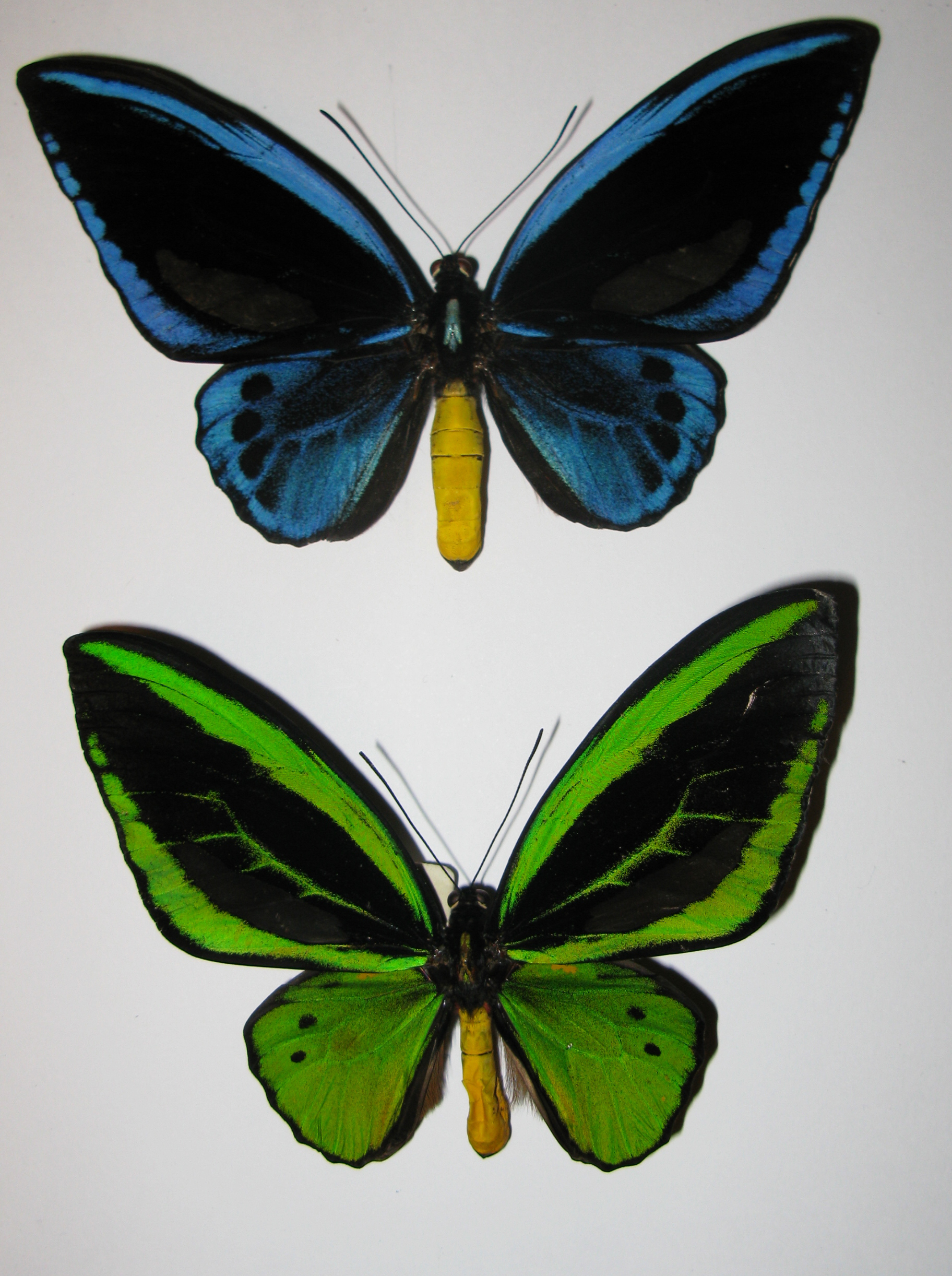
Ornithoptera priamus

- Troides aeacus
- Troides amphrysus
- Troides andromache
- Troides criton
- Troides cuneifera
- Troides darsius
- Troides dohertyi
- Troides haliphron
- Troides helena
- Troides hypolitus
- Troides magellanus
- Troides minos
- Troides miranda
- Troides oblongomaculatus
- Troides plateni
- Troides plato
- Troides prattorum
- Troides rhadamantus
- Troides riedeli
- Troides staudingeri
- Troides vandepolli

### Гибриды
Известны следующие природные гибриды:
- Ornithoptera allotei (O. victoriae x O. priamus urvillianus) Rothschild, 1914
- Ornithoptera akakeae (O. rothschildi x O. priamus poseidon) Kobayashi & Koiwaya, 1978
- Troides mixtum (T. prattorum x T. oblongomaculatus bouruensis) Joicey & Talbot, 1923 Остров Буру
- Troides noname (T. oblongomaculatus x O. priamus)

## Замечания по охране
Все виды трёх родов внесены в перечень чешуекрылых, экспорт, реэкспорт и импорт которых регулируется в соответствии с Конвенцией о международной торговле видами дикой фауны и флоры, находящимися под угрозой исчезновения (СИТЕС).